# Tomáš Cakl
Tomáš Cakl (* 25. April 1981 in Ledeč nad Sázavou) ist ein ehemaliger tschechischer Tennisspieler.

## Karriere
Cakl spielte zwischen 1996 und 1999 auf der ITF Junior Tour. Bei seiner einzigen Teilnahme an einem Grand-Slam-Turnier, 1998 bei den French Open, erreichte er überraschend das Halbfinale der French Open. Er war außerdem Teil der tschechischen Mannschaft, die den Junior-Davis-Cup 1997 gewannen. In der Junioren-Rangliste erreichte er mit Platz 13 im Doppel seine höchste Notierung; im Einzel war er nie höher als Platz 64 notiert.
Bei den Profis machte Cakl in den 90er-Jahren erste Erfahrungen bei Turnieren der ITF Future Tour. Auf der ATP Challenger Tour kam er 1999 in Prag zu seinem ersten Auftritt, als er in der ersten Runde ausschied. Im Jahr 2000 schaffte es Cakl im Einzel ins erste Future-Finale und auf Rang 410 der Weltrangliste am Ende des Jahres. Im Doppel, wo er weniger erfolgreich war, gewann er seinen einzigen Future-Titel bereits in diesem Jahr. Cakls Fokus lag vor allem auf dem Einzel, wo er 2001 ein weiteres Future-Endspiel erreichte und erste Erfolge bei Challengers feierte. In Campinas zog er ins Viertelfinale ein, in Budapest schied er noch eine Runde später erst im Halbfinale aus. Der Lohn war ein neues Karrierehoch am Jahresende von Platz 293, das ihn für die meisten Challengers zuließ.
Allerdings erzielte er im Jahr 2002 keine Erfolge. Nur fünf Matches gewann er in diesem Jahr und einmal erreichte er nur ein Viertelfinale, wodurch er in der Rangliste deutlich an Boden verlor.
Im Jahr 2003 erzielte Cakl deutliche Fortschritte. Aus den erreichten vier Future-Endspielen gewann er zwei Titel – seine einzigen auf der Future Tour. Auch bei Challengers hatte er anhaltenden Erfolg: zweimal schied er im Viertelfinale und einmal, in Valladolid, im Halbfinale aus. Beim Challenger in Donezk gab er im Turnierverlauf zwei Sätze ab, einen davon im Endspiel gegen den Ukrainer Orest Tereschtschuk, gegen den er mit 5:7, 7:6, 7:6 gewann. Damit gewann er den einzigen Challenger-Titel seiner Karriere im Einzel. Im Doppel stand er in San Antonio ebenfalls im Endspiel eines Challengers. In der Weltrangliste stand er kurz vor dem Sprung unter die Top 200. Auf der Challenger Tour war er ab 2004 etabliert. Bei den Turnieren in Ostrava und Lugano erreichte Cakl 2004 jeweils die Runde der letzten Vier. Hinzu kam in diesem Jahr erstmals ein Einsatz auf der ATP Tour. In Rotterdam spielte sich Cakl durch die Qualifikation und damit erstmals in ein Hauptfeld auf diesem Niveau. Er überraschte in der ersten Hauptrunde Jonas Björkman aus Schweden, die Nummer 36 der Welt und gewann 7:6, 7:6, bevor er in der zweiten Runde gegen Tim Henman in zwei Sätzen unterlag. Im August 2004 stieg Cakl im Doppel auf sein Karrierehoch im Doppel mit Platz 346.
Die Jahre 2005 und 2006 wurden zu den besten von Cakl. Er ging in dieser Zeit bei der Qualifikation aller vier Grand-Slam-Turniere an den Start. 2005 und 2006 bei den French Open sowie bereits 2004 und 2006 bei den Australian Open hatte er jeweils die ersten zwei Runden überstanden, bevor er in der Qualifikationsrunde noch verlor. 2005 stand Cakl in Donezk und Joplin in einem Challenger-Halbfinale. Das einzige Endspiel des Jahres in Helsinki verlor er gegen Björn Rehnquist. Auf der ATP Tour kam er zu drei Einsätzen, von denen er nur einmal die erste Runde überstand, als er in Estoril die Nummer 56 der Welt Kenneth Carlsen besiegte. Im Februar 2006 stand Cakl nacheinander im Halbfinale von Breslau und im Endspiel von Belgrad. Direkt danach erreichte er mit Platz 142 sein Karrierehoch im Einzel. Ein weiteres Halbfinale sowie seine dritte Challenger-Finalniederlage in Donezk schlossen für Cakl das Jahr zum zweiten Mal in Folge in den Top 200 ab.
Weil Cakl 2007 nur einmal über das Viertelfinale hinauskam, fiel der Tscheche bis zum Jahresende auf Rang 344. In Neu-Delhi gelang ihm als größter Erfolg der fünfte Einzug ins Challenger-Endspiel. Außerdem gewann er das dritte und letzte Match auf der ATP-Tour-Ebene in Zagreb, wo er Potito Starace (Nr. 86) schlug. Das Jahr 2008 kennzeichnet das letzte, in dem Cakl erfolgreich Turniere bestreitet. Mit mittlerweile 27 zog er das sechste und letzte Mal in ein Challenger-Finale ein. Wie schon im Vorjahr unterlag er in Neu-Delhi das Endspiel. Mit einem weiteren Halbfinale in Dublin steigerte Cakl sein Ranking in diesem Jahr erstmals wieder seit 2006 über Platz 270. In Yokohama gewann Cakl 2008 auch seinen einzigen Challenger im Doppel. In den Jahren 2009 bis 2012 spielte Cakl nur sehr wenige Turniere und gewann so gut wie kein Match, sodass seine Karriere im Jahr 2008 als beendet erklärt werden kann.
Zwischen 2005 und 2008 war Cakl auch für verschiedene Teams in der 2. Tennis-Bundesliga aktiv. 2004 spielte er für den TC Rüppurr auch ein Jahr in der 1. Liga.

## Erfolge
| Legende (Anzahl der Siege) |
| Grand Slam                 |
| ATP Finals                 |
| ATP Tour Masters 1000      |
| ATP Tour 500               |
| ATP Tour 250               |
| ATP Challenger Tour (2)    |

### Einzel

#### Turniersiege
| Nr. | Datum              | Turnier | Belag     | Finalgegner         | Ergebnis        |
| --- | ------------------ | ------- | --------- | ------------------- | --------------- |
| 1.  | 14. September 2003 | Donezk  | Hartplatz | Orest Tereschtschuk | 5:7, 7:65, 7:60 |

### Doppel

#### Turniersiege
| Nr. | Datum             | Turnier  | Belag     | Partner      | Finalgegner                 | Ergebnis  |
| --- | ----------------- | -------- | --------- | ------------ | --------------------------- | --------- |
| 1.  | 23. November 2008 | Yokohama | Hartplatz | Marek Semjan | Brendan Evans Martin Slanar | 6:3, 7:61 |